# ニューラジオ
『ニューラジオ』（new RADIO）は、YouTubeを始めとしたネット媒体をキーステーションとして放送されている、吉本興業（東京）所属のお笑い芸人がパーソナリティを務めるラジオ番組である。
この項では、派生番組である『ニューラジオ0(ZERO)』についても記述する。

## 概要
2019年1月27日にニューヨークが自身のYouTubeチャンネルにて放送開始。
長らく、『ニューヨークのニューラジオ』のみの放送だったが、2020年1月26日にダイタクが『ダイタクのニューラジオ』を放送したことを機にヨシモト∞ホールを中心に活動する芸人を始めとする吉本興業（東京）所属の芸人が続々と配信を開始し、オズワルドが派生番組である『ニューラジオ0(ZERO)』を開始した。
また、そいつどいつは同年6月17日に『ニューラジオ0(ZERO)』の放送をstand.fmで開始。2021年3月時点でYouTube以外でレギュラー放送をしている番組は唯一である。
同年11月12日には番組初となるイベント・『ニューラジオ祭り in大宮』が開催され、全パーソナリティが集結した。
同年12月31日には『ニューヨークのニューラジオ inラジオ』がTBSラジオにて放送。2021年3月時点で地上波で放送された『ニューラジオ』としては唯一である。

## 現在のパーソナリティ
| 名称                                      | パーソナリティ | 放送方式 | 放送媒体 | 放送日時               | 番組開始日    |
| ----------------------------------------- | -------------- | -------- | -------- | ---------------------- | ------------- |
| ニューヨークのニューラジオ                | ニューヨーク   | 生放送   | YouTube  | 毎週日曜 22:00 ‐ 23:30 | 2019年1月27日 |
| ダイタクのニューラジオ                    | ダイタク       | 生放送   | YouTube  | 毎週水曜 22:00 -       | 2020年1月26日 |
| ジェラードンのニューラジオ！              | ジェラードン   | 収録     | YouTube  | 毎週金曜               | 2020年3月11日 |
| オズワルドのニューラジオ                  | オズワルド     | 生放送   | YouTube  | 毎週月曜 22:00 ‐       | 2020年5月25日 |
| 芸人Boom!Boom! そいつどいつのニューラジオ | そいつどいつ   | 収録     | stand.fm | 毎週水曜 23:00         | 2020年12月9日 |
| レイザーラモンのニューラジオ              | レイザーラモン | 生放送   | YouTube  | 毎週月曜 21:00 ‐ 22:00 | 2021年1月11日 |

| 名称                                      | パーソナリティ       | 放送方式 | 放送媒体 | 放送日時               | 番組開始日     |
| ----------------------------------------- | -------------------- | -------- | -------- | ---------------------- | -------------- |
| おミュータンツのニューラジオ0(ZERO)       | おミュータンツ       | 生放送   | YouTube  | 毎週木曜 22:00 ‐ 23:00 | 2020年3月15日  |
| バビロンのニューラジオZERO                | バビロン             | 生放送   | YouTube  | 毎週木曜               | 2020年4月6日   |
| 小虎のニューラジオ0(ZERO)                 | 小虎                 | 生放送   | YouTube  | 毎週木曜 21:00 - 22:10 | 2020年7月24日  |
| 素敵じゃないかのニューラジオ0             | 素敵じゃないか       | 生放送   | YouTube  | 毎週金曜 22:30 -       | 2020年12月18日 |
| ワラバランスのニューラジオZERO            | ワラバランス         | 生放送   | YouTube  | 不定期                 | 2020年12月19日 |
| まんぷくユナイテッドのニューラジオ0(ZERO) | まんぷくユナイテッド | 生放送   | YouTube  | 毎週火曜 21:00 ‐ 22:00 | 2021年3月23日  |

## 過去のパーソナリティ
| 名称                               | パーソナリティ | 放送方式 | 放送媒体 | 放送日時 | 番組開始日   | 番組終了日    |
| ---------------------------------- | -------------- | -------- | -------- | -------- | ------------ | ------------- |
| ダイヤモンドのニューラジオ0 (ZERO) | ダイヤモンド   | 生放送   | 不定期   | YouTube  | 2020年6月6日 | 2021年3月28日 |